# 飛野かなこ
飛野 かなこ（ひの かなこ、1月10日 - ）は、日本の元女性声優。元RME所属（2014年8月末で退所）。東京都出身。
ライブアイドルユニット・まるまる学園放送部の元メンバー。RME退所後は渡辺 ひなこ（わたなべ ひなこ）に活動名義を変更し、ライブアイドルとして活動する。

## 出演作品

### アニメ
- ブラック・ブレット（女子生徒）
- 暗殺教室（岡野ひなた）
- 熱血人面犬 LIFE IS MOVIE（ゆみ、グレーハウンド）
- 戦国コレクション（幼稚園の先生）

### 短編劇場アニメ
- マグネッ娘（E川E子）

### ゲーム
- OTOGEAR～オトギア～（トリトン）
- ドラゴンネスト（エリディアン）
- テストドライブ アンリミテッド2（ベイブ）
- プリンセスフロンティアポータブル（カリーネ）
- アプリ マージャンラン王（ななえ）
- 魔女アリサの物語（地花）
- 三国群英伝2（熟女の女將）

### ドラマCD
- この男子、悪人と呼ばれます。（マリ）

### 吹き替え
- 惑星戦記ナイデニオン（女性）
- チャイニーズ・フェアリー・ストーリー（海堂）
- 彼と私と両家の事情（社員A）

### テレビ
- 広島 昭和20年8月6日
- ブラマヨ衝撃ファイル　世界のコワ～イ女たち（モーニング娘。（再現VTR））

### パチンコ
- ニューギン「CR佐武と市捕物控（般若）

### 舞台
- RMEプロデュース公演 真偽の噂（レポーター）

### ラジオ
- FMやまと「Blood Type TIA」

### ライブ・イベント
- 四谷Live inn Magic チャリティーライブ
- ～Fairy Island～「昭和songs」
- なつ(懐)MELODY！
- Ｔシャツラブサミット「アニソンラブサミット」
- 高寺重徳・解体新書‐２０１０年夏‐
- 今夜もおたく酒
- 川崎クラブチッタ
- 内幸町ホール
- ルイード K4
- 渋谷CLUB CRAWL
- LIVEGATE TOKYO@EBISU
- 二子玉川東京音実劇場

### その他
- 「第85回 謙信公祭」（ラッパ隊(声の出演)）
- Webアニメ「ネット社会の歩き方（ サヤカ）
- イベント「声優のリアル」 MC